# Сараи (Рязанская область)
Сара́и — посёлок городского типа, административный центр Сараевского района, Рязанской области России.
Население — 4902 чел. (2023).
Расположен на реке Вёрда (бассейн Оки), в 182 км к юго-востоку от Рязани. Железнодорожная станция Вёрда на линии Ряжск — Пенза. Междугородними автобусными маршрутами (имеется автовокзал) Сараи связаны с Рязанью и Москвой.
Климат — умеренно континентальный.

## История
Населённый пункт впервые упоминается в 1640 году. Земли, на которых лежит населённый пункт, в то время носили название Дикое поле и были ареной регулярных столкновений с кочевниками. По мнению краеведов, название поселения происходит от татарского слова "сарай", что переводится как царский дворец или дом. В 1600-х годах Сараевская земля начала интенсивно заселяться, и к концу 17 века здесь насчитывалось около 30 сел. В каждом из них предполагалось построить свою церковь или часовню — только при этом условии местность могла считаться селом.
К середине XIX века землями в округе владели по большей части помещики. В 1871 году в селе Сараи открылась земская школа, в 1880 году было основано училище. Экономическая активность в селе и окрестностях была связана с торговлей сельскохозяйственными продуктами, изготовлением кирпича.
В 1905 году село было административным центром Сараевской волости Сапожковского уезда и имело 635 дворов при численности населения 3225 чел.
В 1916 году в селе действовали земская больница, аптека, ветеринарный пункт, несколько мельниц, кузниц, маслобойных и сапожных мастерских, 30 лавок.
Статус посёлка городского типа — с 1960 года. В 1985 году на станции Вёрда была введена в строй первая очередь крупнейшего в Нечерноземье элеватора.

## Население
| 1859  | 1897  | 1906  | 1926  | 1939  | 1959  | 1970  | 1979  | 1989  |
| ----- | ----- | ----- | ----- | ----- | ----- | ----- | ----- | ----- |
| 2834  | ↗4014 | ↘3225 | ↗5756 | ↗6479 | ↘5160 | ↗6513 | ↗6929 | ↗7996 |
| 2002  | 2009  | 2010  | 2012  | 2013  | 2014  | 2015  | 2016  | 2017  |
| ↘6604 | ↘6160 | ↘5802 | ↘5712 | ↘5563 | ↘5462 | ↘5338 | ↘5250 | ↘5143 |
| 2018  | 2019  | 2020  | 2021  | 2023  |       |       |       |       |
| ↘5071 | ↘4982 | ↘4953 | ↗5011 | ↘4902 |       |       |       |       |

Национальный состав
По итогам переписи населения 2020 года проживали следующие национальности (национальности менее 0,1 % и другое, см. в сноске к строке «Другие»):
| Национальность | Численность, чел. | Доля     |
| -------------- | ----------------- | -------- |
| Русские        | 4828              | 96,35 %  |
| Армяне         | 20                | 0,40 %   |
| Татары         | 11                | 0,22 %   |
| Украинцы       | 9                 | 0,18 %   |
| Другие         | 143               | 2,85 %   |
| Итого          | 5011              | 100,00 % |

## Экономика
В посёлке работают предприятия по производству строительных материалов, молочный завод. На северной окраине посёлка — крупный песчаный карьер.

## Культура
Работает дом культуры, детская школа искусств, общеобразовательная школа. Функционирует центральная районная больница. Имеется техникум (профессиональный лицей).

## Известные люди
В посёлке родились: генерал-лейтенант И. Н. Хабаров (1888-1960), учёный-агроном А. С. Сёмин (1937), члены Союза писателей СССР и России: прозаики и публицисты В. И. Сафонов (1936-1995), Э. И. Сафонов (1938-1994), поэт С. А. Агальцов (1954).